# Alberto Massavanhane
Alberto Massavanhane (Vila João Belo, 9 de Fevereiro de 1930 — Estocolmo, 29 de Setembro de 1993) foi um professor, autarca e diplomata moçambicano. 
Contestatário ao colonialismo português, disseminou os ideais nacionalistas moçambicanos enquanto professor, tendo tido como aluno Joaquim Chissano, futuro presidente de Moçambique.  Foi o primeiro Presidente da Câmara de Lourenço Marques, ainda durante o governo de transição em 1975, Presidente do Conselho Executivo do (Município) de Maputo entre 1983 e 1987, e esteve ligado à criação da União das Cidades Capitais Luso-Afro-Américo-Asiáticas (UCCLA). Como embaixador, representou o seu país entre 1988 e 1993, no Reino da Suécia. Faleceu no exercício das suas funções, em Estocolmo.

## Vida Pessoal
Alberto Massavanhane nasceu a 9 de Fevereiro de 1930 na Vila de João Belo, Distrito de João Belo (hoje cidade de Xai-Xai, actual capital da província de Gaza, a 210 Km da capital do país - Maputo). Filho de Massavanhane Nhancume e de Chonipane, família de camponeses e pequenos criadores de gado, era o mais novo de 3 irmãos, Luís Daquene e Joaquim Nhancume.
Na sua infância e adolescência, em Xai-Xai, apascentou o gado da família. Às escondidas do pai, que se recusava a permitir que os seus filhos assimilassem a cultura do colonialismo português, percorria diariamente 30 quilómetros para frequentar a escola primária em Chicumbane, uma pequena localidade junto ao rio Limpopo. Com 13 anos, foi viver com o seu irmão Joaquim, em Lourenço Marques - capital da província colonial de Moçambique. 
Contraiu casamento religioso em 6 de Fevereiro de 1950 na missão cristã de S. Jerónimo do Distrito de Magude aos 20 anos de idade, com Rosa Paulo Chadraca, a sexta de oito filhos de Paulo Chadraca Ngomane, professor primário da Missão de Chivonguene no Distrito de Magude e de Marta Chadraca. Constituiu com Rosa uma família numerosa com 9 filhos.[carece de fontes?]